# Allium ramosum
Espèce
Classification APG III (2009)
Statut de conservation UICN

 LC  : Préoccupation mineure
Allium ramosum, dit Ail à fleurs parfumées ou ciboulette chinoise,est une espèce d'oignon sauvage du nord de l'Asie originaire du Kazakhstan, de la Mongolie, de la Sibérie, de l'Extrême-Orient russe et du nord de la Chine (Gansu, Hebei, Heilongjiang, Jilin, Liaoning, Inner Mongolia, Ningxia, Qinghai, Shaanxi, Shandong, Shanxi, Xinjiang),,,,. L'espèce est également naturalisée dans quelques endroits d'Europe de l'Est,. Dans son aire de répartition d'origine, il pousse à des altitudes comprises entre 500 à 2 100 m.
Allium ramosum forme des grappes de bulbes étroits. Les hampes mesurent jusqu'à 60 cm de haut. Les feuilles sont linéaires, carénées, plus courtes que la hampe. Les ombelles ont de nombreuses fleurs entassées. Les tépales sont blancs ou rouge pâle avec une nervure médiane rouge,,.
Il fleuri de juillet à septembre et ses fleurs hermaphrodites sont à pollinisation entomophile.
Il préfère les sols légers, neutres et les situations ensoleillées. 

## Utilisation
La plante est traditionnellement consommée dans le nord de la Chine et en Mongolie. Elle est connue sous le nom de gogd en mongol, et est récoltée entre mai et juillet, puis conservée avec du sel pour l'hiver. Gogd est ensuite utilisé pour assaisonner le mouton bouilli, ou farci dans des boulettes.
Les petits bulbes qui mesurent environ 10 mm de diamètre et les feuilles peuvent être utilisé crus ou cuits. D'un goût excellent, les feuilles ont une agréable douceur mêlée à une forte saveur d'oignon. Les fleurs crues peuvent être utilisées comme garniture sur les salades.
Il est également utilisé pour traiter les maux d'estomac. Les fleurs, appelées soriz, sont cueillies fin juillet et août, et salées.